# Plebejus discojuncta
Plebejus discojuncta är en fjärilsart som beskrevs av Courvoisier 1912. Plebejus discojuncta ingår i släktet Plebejus och familjen juvelvingar. Inga underarter finns listade i Catalogue of Life.